# 天鵝龍蝦
天鵝龍蝦（學名：Panulirus cygnus），俗称澳洲龙虾，是分佈在澳洲西部的一種龍蝦。它們是澳洲最有價值的漁獲，佔了全澳洲總漁業價值的20%。

## 特徵
天鵝龍蝦有5對腳，雌蝦的第5對腳有爪，在口部有6對較為細小的腳。眼睛由眼柄支撐。它們的顏色呈褐紫色至較淡色。外骨骼是分節的，會隨著長大而脫殼。它們重達5.5公斤，頭長8-10厘米。

## 分佈
天鵝龍蝦分佈在西澳洲的海岸，由哈梅林灣（Hamelin Bay）至西北角（North West Cape）與豪特曼群礁（Houtman Abrolhos）等島嶼。幼體會在海草坪成長,並由西澳洲遷徙至較深的海洋及珊瑚礁。

## 漁業
天鵝龍蝦的漁獲每年就有8000-15000噸。於2003年至2004年間的漁獲就價值2億4800萬澳元。其漁獲是世界上第一批獲得海洋管理理事會（Marine Stewardship Council）的生態可持續認證。西岸線有8種龍蝦，但漁獲主要都是針對天鵝龍蝦。
天鵝龍蝦自1829年天鵝河殖民地（Swan River Colony）的殖民開始就已被捕捉，及後在發現較大的群落而擴展漁業。其漁業以豪特曼群礁為中心。於1930年代開始就有漁獲出口。早期漁業聲稱會捕捉達14種龍蝦，但當地卻只發現3個物種群落。
在近東格拉（Dongara）捕捉的天鵝龍蝦是最美味的，不過研究卻找不到它們與其他群落有何形態上的分別。

## 分類
天鵝龍蝦以往曾有不同的分類。Ray W. George於1962年發現天鵝龍蝦與其他龍蝦屬物種的相似處，其獨特處足以分類為獨有的物種。自1970年代，天鵝龍蝦被降為亞種。完模標本是在羅內斯特艾蘭（Rottnest）水深1米的水池中採集，並被保存在州立的博物館；其他的標本則被列為副型。它們物種地位的確認是受到其漁業的影響，因為它們的漁業是當區獨有的，且不能天然的移往其他區域。
天鵝龍蝦的種小名是根據西澳洲徽號上的黑天鵝而取的。